# دال قهوه‌ای
دال قهوه‌ای، دال معمولی، دال یا کرکس گریفون (نام علمی: Gyps fulvus)، گونه‌ای کرکس از سرده دال و خانوادهٔ بازان است. این پرنده یکی از رایج‌ترین گونه‌های کرکس‌های جهان قدیم است که در گستره وسیعی از اوراسیا و نیز بخش‌هایی از آفریقا زیست می‌کند.
گونه دال قهوه‌ای دارای دو زیرگونه است که زیرگونه شاخص (G. f. fulvus) در شبه‌جزیره ایبری، شرق بالکان، شمال آفریقا، شاخ آفریقا، باختر آسیا و آسیای مرکزی زیست می‌کند. زیرگونه دیگر (G. f. fulvescens) دارای پراکندگی کمتری است و در جنوب آسیا و کشورهای هند، پاکستان و افغانستان سکونت دارد.

## ویژگی‌ها
طول بدن دال قهوه‌ای بین ۹۵ تا ۱۱۰ سانتی‌متر و طول بین دو بال آن بین ۲٫۴ تا ۲٫۸ متر است. دال وزنی بین ۶ تا ۱۱ کیلوگرم دارد و از نظر الگوهای بدن در حالت پرواز با دیگر کرکس‌ها تفاوت دارد، بدین ترتیب که بال‌هایی پهن و بسیار دراز با شاه‌پرهای نخستین گسترده دارد که انتهای گرد بال را تشکیل می‌دهند. دم این پرنده چهارگوش، تیره و کوتاه است.
سطح زیرین بال‌ها از زیر بغل تا خم بال نوارهای عرضی کمرنگ دارد و سر کوچک دال به‌طور کامل به داخل شنل فرورفته است. پروبال خاکی رنگ این پرنده با شاه‌پرهای تیره بال و دمش تضاد خاصی دارد. منقار دال زرد و بنِ نیم‌نوک بالایی در پیرامون سوراخ بینی سیاه است.
سر و بدن دال قهوه‌ای پوشیده از کرک‌پرهای سفید است و رنگ شنل در پرنده بالغ نخودی رنگ و در پرنده نابالغ قهوه‌ای رنگ می‌باشد. پرندهٔ نابالغ شبیه به پرندهٔ بالغ است ولی رنگ کلی بدن آن قهوه‌ای تیره‌تر است. همچنین منقار خاکستری و شنل اطراف گردن به رنگ قهوه‌ای کمرنگ دیده می‌شود.

## رفتار
دال قهوه‌ای در مناطق مرتفع و کوهستانی، دره‌های باز، استپ‌ها و بیابان‌های خشک زیست می‌کند. این جانور کمابیش اجتماعی بوده و در زمان تغذیه از لاشه‌ها به‌طور دسته‌جمعی دیده می‌شود. پروازی پرتحرک با بال‌زدن‌های قوی و آرام دارد. با بال‌هایی باز و بالاتر از سطح بدن بال بازروی می‌کند و هنگام پرواز گردن بلندش را به‌طور کامل به داخل شنل گردنی سفیدش فرو می‌برد. دال به صورت دسته‌جمعی در غارها یا روی تخته‌سنگ‌های نقاط مرتفع تولیدمثل می‌کند.

## در ایران
دال قهوه‌ای پرشمارترین کرکس ایران است که به صورت پراکنده در رشته‌کوه‌های مهم کشور از آذربایجان در شمال غرب تا رشته‌کوه‌های البرز، ارتفاعات خراسان، رشته‌کوه‌های زاگرس، بلندی‌های کرمان و کوه‌های مکران تا مرزهای پاکستان زیست می‌کند. امروزه تعداد قابل توجهی از این پرنده را می‌توان در پارک ملی سرخه‌حصار در شرق تهران، پارک ملی تنگ صیاد در استان چهارمحال و بختیاری، پارک ملی کویر، پارک ملی بختگان در استان فارس و پارک ملی گلستان و کوهپایه‌های رشته کوه دنا در یاسوج یافت.